# Josep Antoni Alcover
Josep Antoni Alcover i Tomás (* 1954 in Caracas) ist ein spanischer Zoologe und Paläontologe (Säuger, Vögel).
Er ist am IMEDEA (Institut Mediterrani d’Estudis Avançats – Mediterranean Institute for Advanced Studies) in Esporles, 15 km von Palma de Mallorca. Außerdem ist er mit der Abteilung Säuger des American Museum of Natural History verbunden.
Alcover befasst sich insbesondere mit der Fauna der Balearen und Kanarischen Inseln (und anderer Inseln in Makaronesien), einschließlich ausgestorbener Arten. Außerdem befasste er sich mit der ersten Besiedlung der Balearen.
2012 identifizierte er mit Kollegen die schon Anfang der 1990er Jahre von Harald Pieper gefundenen Fossilien einer wahrscheinlich in der Folge der portugiesischen Besiedlung auf Madeira ausgerotteten Zwergohreule (Otus mauli).

## Schriften
- Els mamífers de les Balears, Palma de Mallorca: Moll 1979
- mit Salvador Moyà-Solà, Joan Pons-Moyà: Les Quimeres del Passat: els vertebrats fòssils del Plio-Quaternari de les Balears i Pitiüsest, Palma de Mallorca, 1981
- mit anderen: Life History of the Mallorcan Midwife Toad, Palma de Mallorca: Moll, 1984
- Herausgeber mit H. Kuhbier, C. Guerau d’Arellano Tur: Biogeography and Ecology of the Pityusic Islands, Den Haag, Kluwer 1984
- Herausgeber: Ecologia de les illes, Palma de Mallorca, 1999
- mit M. Llabrés, L. Moragues (Herausgeber): Les Balears abans dels humans, Palma de Mallorca, Societat d Historia Naturel de les Balears, 2000
- Herausgeber: Proceedings of the International Symposium ‘Insular Vertebrate Evolution: the Palaeontological Approach’, September 16–19 2003, Palma de Mallorca, 2005
- Bibliografia naturalística de les Balears i Pitiuses : llistat dels treballs publicats de 1974 a 1983, Palma de Mallorca, Institut d’Estudis Baleàrics 1986
- mit Enric Ballesteros, Joan J. Fornós: Història natural de l’Arxipèlag de Cabrera, Madrid, Mallorca 1993
- mit Damià Ramis, Jaume Coll, Miquel Trias The chronology of the first settlement of the balearic isles, Journal of Mediterranean Archaeology, 15, 2002, 3–24
- mit A. Sans, M. Palmer The extent of extinction of mammals on islands, Journal of Biogeography, 25, 1998, 913–918
- mit B. Seguí, P. Bover Extinctions and local disappearances of vertebrates in the western mediterranean islands, in R. MacPhee (Hrsg.) Extinctions in Near Time, New York: Plenum 1999, 165–188